# Provinciale weg 224
De provinciale weg 224 (N224) is een provinciale weg van Zeist via Ede naar Arnhem door de provincies Utrecht en Gelderland. De weg heeft een lengte van ruim 45 kilometer. Onderweg sluit de N224 bij Ede aan op de A30 en bij Oosterbeek op de A12.
Tussen de aansluiting met de A12 en de bebouwde kom van Arnhem is de N224 uitgevoerd met gescheiden rijbanen en twee rijstroken per richting. Er geldt een limiet van 80 km/h.

## Geschiedenis

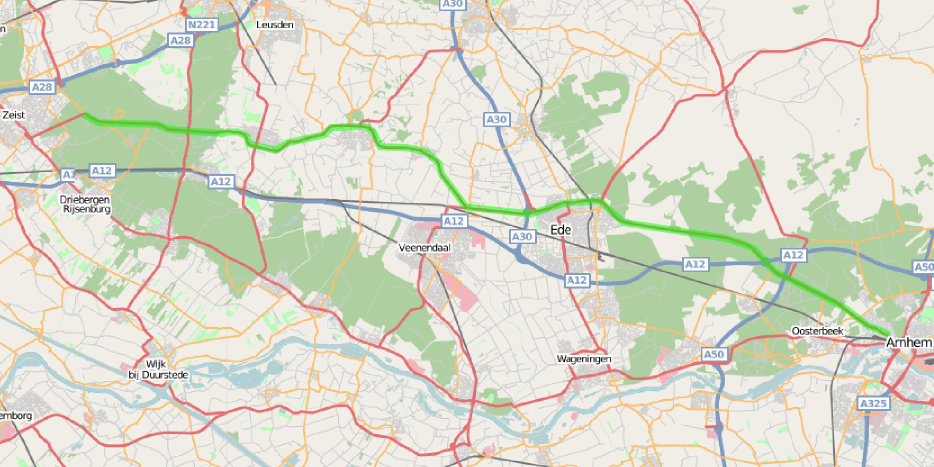
Detailkaart traject

Oorspronkelijk was de huidige N224 een rijksweg. In het rijkswegenplan van 1932 genummerd als rijksweg 24, waarvan het gedeelte tussen Renswoude en Wolfheze als ontwerp volgens het genoemde rijkswegenplan opgenomen was. Hoewel de rijksweg opgenomen bleef in het Rijkswegenplan 1938, zou de Tweede Wereldoorlog een vroeg einde aan de plannen van rijksweg 24 brengen.
Reeds enkele weken na de Nederlandse capitulatie kreeg Rijkswaterstaat de mededeling van de Duitse bezetter dat zij rijksweg 12, die in de oorspronkelijke Nederlandse wegenplannen van de jaren 30 slechts tussen Den Haag en De Klomp zou verlopen, noordelijk om Arnhem wilde verlengen om bij Emmerik op de Hollandlinie richting Oberhausen aan te sluiten, die op dat moment in aanleg was. Uiteindelijk werd dit project pas na de oorlog voltooid.
Door de aanleg van rijksweg 12 verdween rijksweg 24 al snel van de kaart, in het rijkswegenplan van 1948 was nog slechts een klein gedeelte tussen de aansluiting op rijksweg 12 en het centrum van Arnhem opgenomen als planweg (die vanaf het Rijkswegenplan 1968 zou vervallen). De gehele weg bleef desondanks in beheer van Rijkswaterstaat en was deze tot eind 1992 administratief genummerd als rijksweg 724 (Zeist - provinciegrens Utrecht/Gelderland) en rijksweg 824 (provinciegrens - Arnhem)
Daar de weg vooral van regionaal belang was, werd deze in het kader van de Wet herverdeling wegenbeheer per 1 januari 1993 overgedragen aan de provincies Utrecht en Gelderland.

## Afbeeldingen

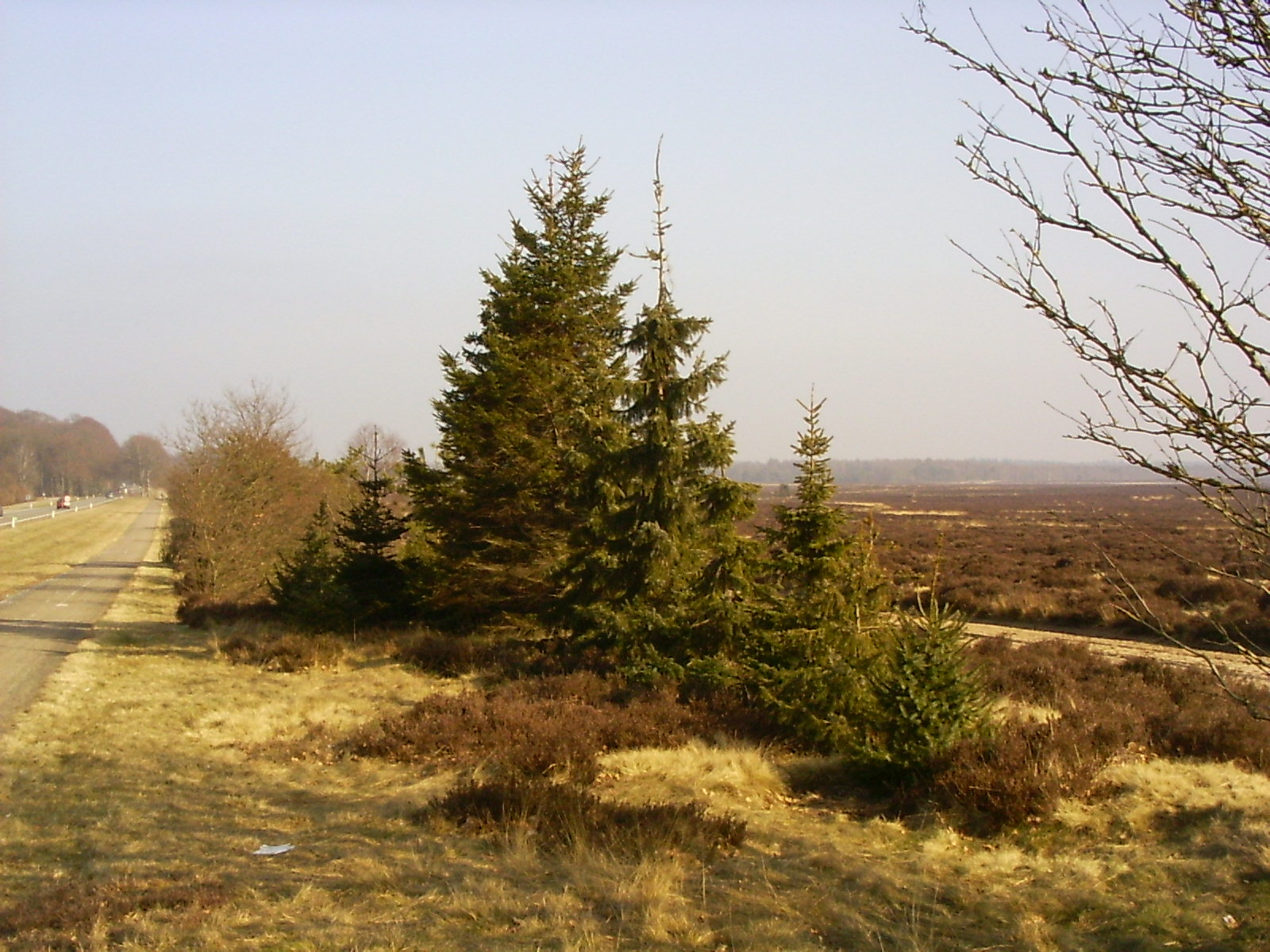
De N224 doorsnijdt de Ginkelse Heide
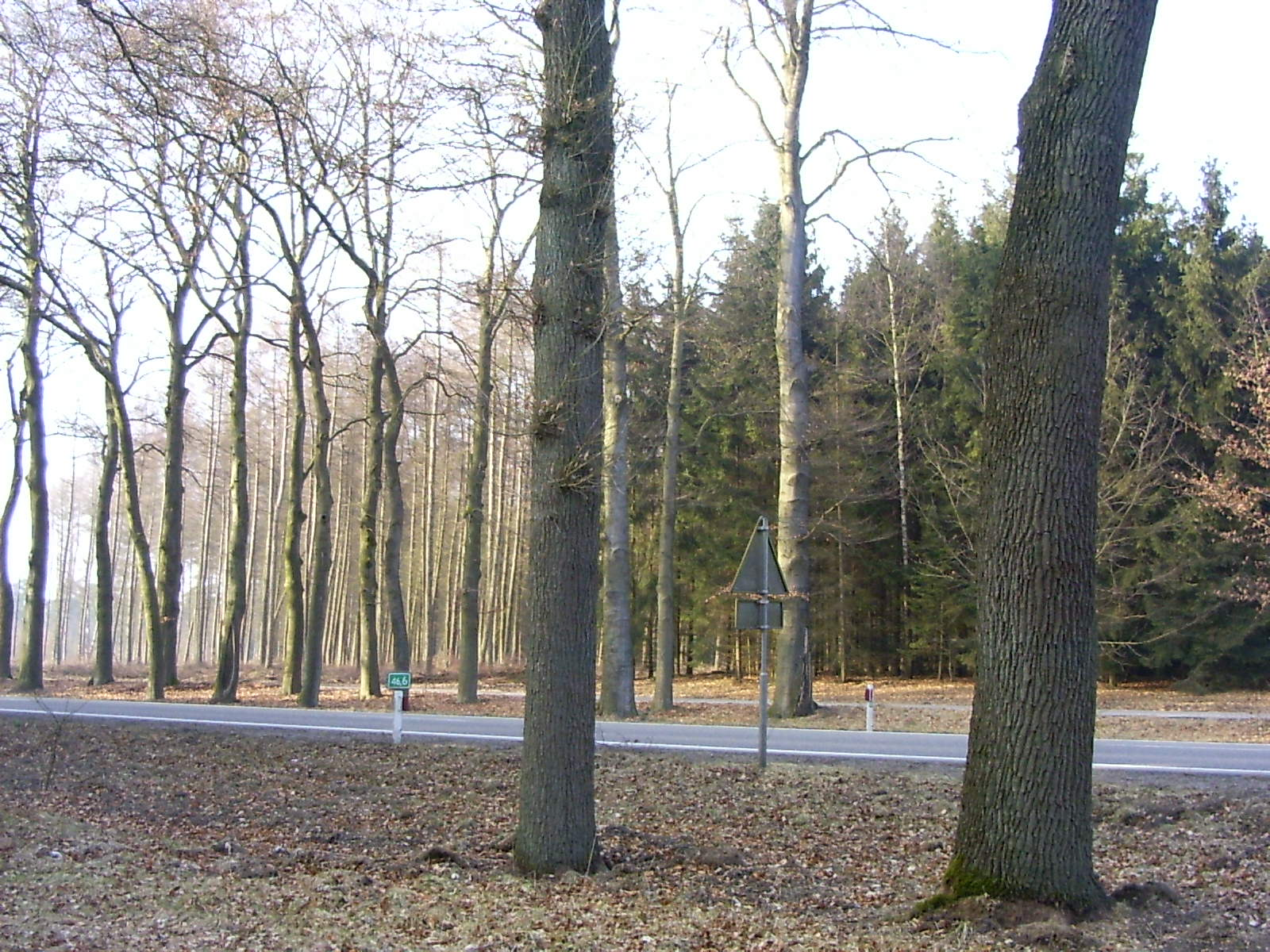
De N224 doorsnijdt het landgoed Planken Wambuis

N23 · N194 · N196 · N197 · N198 · N199 · N200 · N201 · N202 · N203 · N204 · N205 · N206 · N207 · N208 · N209 · N210 · N211 · N212 · N213 · N214 · N215 · N216 · N217 · N218 · N219 · N220 · N221 · N222 · N223 · N224 · N225 · N226 · N227 · N228 · N229 · N230 · N231 · N232 · N233 · N234 · N235 · N236 · N237 · N238 · N239 · N240 · N241 · N242 · N243 · N244 · N245 · N246 · N247 · N248 · N249 · N250 · N307

N401 · N402 · N403 · N404 · N405 · N406 · N407 · N408 · N409 · N410 · N411 · N412 · N413 · N414 · N415 · N416 · N417 · N418 · N419 · N420 · N421 · N439 · N440 · N441 · N442 · N443 · N444 · N445 · N446 · N447 · N448 · N449 · N450 · N451 · N452 · N453 · N454 · N455 · N456 · N457 · N458 · N459 · N460 · N461 · N462 · N463 · N464 · N465 · N466 · N467 · N468 · N469 · N470 · N471 · N472 · N473 · N474 · N475 · N476 · N477 · N478 · N479 · N480 · N481 · N482 · N483 · N484 · N487 · N488 · N489 · N490 · N491 · N492 · N493 · N494 · N495 · N496 · N497 · N498 · N501 · N502 · N503 · N504 · N505 · N505 (Andijk) · N506 · N507 · N508 · N509 · N510 · N511 · N512 · N513 · N514 · N515 · N516 · N517 · N518 · N519 · N520 · N521 · N522 · N523 · N524 · N525 · N526 · N527 · N806 · N830 · N848

Cursief vermelde wegen zijn voormalige Provinciale wegen
N23 · N34 · N224 · N225 · N229 · N233 · N271 · N301 · N302 · N303 · N304 · N305 · N306 · N307 · N308 · N309 · N310 · N311 · N312 · N313 · N314 · N315 · N316 · N317 · N318 · N319 · N320 · N322 · N323 · N324 · N325/A325 · N326/A326 · N327 · N329 · N330 · N331 · N332 · N333 · N334 · N335 · N336 · N337 · N338 · N339 · N340 · N341 · N342 · N343 · N344 · N345 · N346 · N347 · N348/A348 · N349 · N350 · N351 · N352 · N375 · N377

N418 · N701 · N702 · N703 · N704 · N705 · N706 · N707 · N708 · N709 · N710 · N711 · N712 · N713 · N714 · N715 · N716 · N717 · N718 · N719 · N720 · N727 · N731 · N732 · N733 · N734 · N735 · N736 · N737 · N738 · N739 · N740 · N741 · N742 · N743 · N744 · N745 · N746 · N747 · N748 · N749 · N750 · N751 · N752 · N753 · N754 · N755 · N756 · N757 · N758 · N759 · N760 · N761 · N762 · N763 · N764 · N765 · N766 · N768 · N781 · N782 · N783 · N784 · N785 · N786 · N787 · N788 · N789 · N790 · N791 · N792 · N793 · N794 · N795 · N796 · N797 · N798 · N800 · N801 · N802 · N803 · N804 · N805 · N806 · N810 · N811 · N812 · N813 · N814 · N815 · N816 · N817 · N818 · N819 · N820 · N821 · N822 · N823 · N824 · N825 · N826 · N827 · N830 · N831 · N832 · N833 · N834 · N835 · N836 · N837 · N838 · N839 · N840 · N841 · N842 · N843 · N844 · N845 · N846 · N847 · N848 · N852 · N855

Cursief vermelde wegen zijn voormalige provinciale wegen.